# NGC 1313
NGC 1313 je galaksija u zviježđu Mreže.

## Vanjske poveznice
- SEDS: NGC 1313